# Christian Reiersen
Christian Reiersen (født 17. juni 1792 i Vordingborg, død 25. september 1876 i København) var en dansk politiretsassessor, og dermed censor af udgivne skrifter i København i perioden 1834-1851.
C. Reiersen var en søn af amtsforvalter Hans Henrik Peter Reiersen (født 27. maj 1750 død 29. juli 1805) og Birgitte Christine, født Bernth (født 7. februar 1766 død 28. oktober 1828). Han blev 1810 dimitteret fra Herlufsholm, 1815 juridisk kandidat, samme år volontær, 1818 konstitueret og 1819 virkelig underkancellist i det danske Kancelli.
1820 udnævntes han til protokolsekretær i Højesteret, 1825 konstitueredes han som assessor i Københavns Politiret, i hvilken ret han 1827 fik fast ansættelse. Fra slutningen af 1834 overtog han tillige det trættende, nervepirrende og utaknemmelige hverv at censurere de uprivilegerede blade og trykte skrifter under 24 ark, der udkom i København. 
Arbejdet i så henseende voksede snart så stærkt, at han 1839 blev dispenseret fra politiretssagernes behandling, og da Kriminal- og Politiretten 1845 oprettedes, afgik han som assessor med sin fulde gage i ventepenge, men fortsatte funktionen som censor indtil presselovens emanation i begyndelsen af 1851, uagtet han allerede i midten af det foregående år var blevet entlediget. 
1840 var han bleven udnævnt til justitsråd og 1847 til etatsråd, 29. juni 1832 blev han gift med Johanne Margrethe Cathrine Bernth (født 19. oktober 1809 død 23. november 1883), en datter af herredsfoged Lauritz Andreas Bernth og Johanne født Klingberg.